# Langebruckbach
Der Langebruckbach ist ein Fluss im Landkreis Bad Tölz-Wolfratshausen. Der Langebruckbach entsteht im Naturschutzgebiet Ellbach- und Kirchseemoor. Er fließt in weitgehend südwärtiger Richtung bis zu seiner Mündung in den Ellbach.